# Xenoserica selaensis
Xenoserica selaensis är en skalbaggsart som beskrevs av Ahrens och Fabrizi 2009. Xenoserica selaensis ingår i släktet Xenoserica och familjen Melolonthidae. Inga underarter finns listade i Catalogue of Life.